# 学美舎
学美舎（まなびや）とは、静岡女子商業高等学校（2003年に男女共学となり、城南静岡高等学校と改称）が始めた、教育の一環として主催するオンラインショッピングモールである。高校生によるネットショップ運営の先駆けとなった。2009年以降、佐賀県や奈良県等の商業系高等学校が姉妹店を開設し、全国的な拡がりを見せつつある。

## 概要
静岡女子商業高等学校が文部科学省の「未来型次世代ＩＴを活用した教育研究事業」の指定校に選ばれたことをきっかけとし、情報処理教育の一環として3年生の生徒約60人が電子商取引を研究する中で、仮想ショッピングモールを構築した。しかし、実際に運営したいという声が生徒たちに広がり、学校側も同意。2001年9月、ショッピング・モールの構築が正式にスタートした。
生徒たちの組織を「会社」に見立てて「社長」などの役割を分担し、各企業を訪問する営業活動や地元説明会等で出展企業を募り、2001年12月、加盟54店舗によるオンラインショッピングモールが正式にオープンした。
開設10か月で出展企業の累計売上高が370万円を超え、2005年には1000万円を超えた。
2005年以降は店舗の全国展開を目指し、県外にも積極的に営業活動に取り組んでいる。
2007年には城南静岡高校を卒業して山梨学院大学に進学した5人が、「学美舎KOFU店」を開設した（後に閉鎖）。
2009年3月に告示され、2013年度から採用される高校の新学習指導要領で、商業科のカリキュラムに「電子商取引」が盛り込まれたことから「学美舎」の取り組みが改めて注目を浴びるようになり、城南静岡高校への問い合わせが相次いだ。
2009年12月19日、佐賀県立佐賀商業高等学校が「さが学美舎」を、佐賀県立唐津商業高等学校が「からつ学美舎」をオープンした。2010年11月には、佐賀県立伊万里商業高等学校の「いまり学美舎」と佐賀県立杵島商業高等学校の「きしま学美舎」がオープンした。唐津商業高校と福岡市の企業が共同で開発したオリジナル化粧水「松ゅらる」は、「からつ学美舎」での発売後約10か月で約6500本、売上額1000万円に達した。佐賀では他でもオリジナル商品が開発されている。
2011年11月には奈良県立奈良情報商業高等学校の「奈良まなびや」が、2012年以降は埼玉県立羽生実業高等学校の「羽実まなびや」等が開店し、全国的な拡がりを見せつつある。
2011年12月14日、「まなびや10周年記念報告会」が静岡市内で開かれた。

## 特長
授業の一環であるため、参加企業からは仲介手数料を取らず、月10,500円（学美舎によって金額は異なる）の維持管理費のみの負担を求めている。
商品の取材、写真撮影、キャッチコピーの作成、ウェブ作成ならびに更新・改装などは全て生徒が行っている。
学美舎の授業を通し、商品の流通やビジネスマナー、法律等を学ぶことができる、と城南静岡高等学校の学校長は語っている。また城南静岡高等学校の担当教諭は、「社会とつながりを持つようになったことで、生徒たちが将来の仕事を真剣に考えるようになり、進学率も上がった」と語っている。城南静岡高等学校では、2004年度には9人だった大学進学者が、2009年度には120人を越すようになった。また学美舎に関わりたいと、城南静岡高等学校への進学を希望する中学生も多い。

## 運営している高等学校
- 城南静岡高等学校（学美舎）
- 佐賀県立唐津商業高等学校（からつ学美舎）
- 佐賀県立佐賀商業高等学校（さが学美舎）
- 佐賀県立伊万里商業高等学校（いまり学美舎）
- 佐賀県立杵島商業高等学校（きしま学美舎）
- 奈良県立奈良情報商業高等学校（奈良まなびや）
- 埼玉県立羽生実業高等学校（羽実まなびや）
- 埼玉県立岩槻商業高等学校（岩商まなびや）
- 埼玉県立熊谷商業高等学校（熊商まなびや）
- 熊本国府高等学校（熊本国府まなびや）
- 佐賀県立嬉野高等学校（うれしのまなびや）
- 熊本県立八代東高等学校（八代東まなびや）
- 大牟田高等学校（大牟田まなびや）
- 三重県立四日市商業高等学校（三重まなびや）
- 滋賀県立国際情報高等学校（しが国情まなびや）
- 山陽高等学校（山陽まなびや）